# 袁高

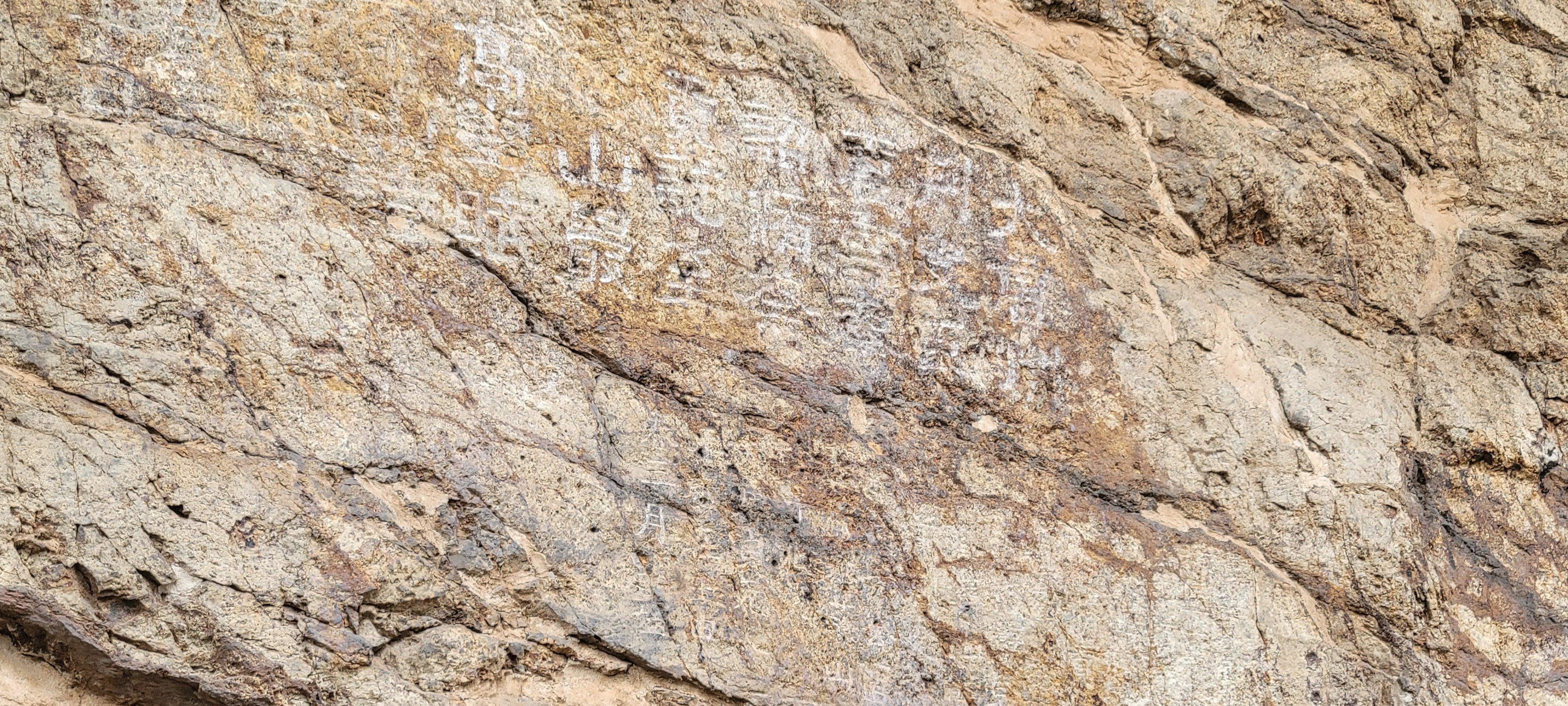
袁高于長興顧渚山最高堂留下的題刻：大唐州刺史臣袁高，奉詔修茶貢訖，至顧山最高堂，賦茶山詩。興元甲子歲三春十日。

袁高（727年—786年），字公頤，滄州東光縣人。唐代宗、德宗朝官僚。唐中宗朝宰相袁恕己之孫，淮陽郡太守、贊皇公袁建康之子。

## 生平
袁高是肅宗朝進士，歷任丹陽縣令、監察御史、浙西團練副使、殿中侍御史、浙西觀察判官等，德宗即位後入為金部員外郎，遷右司郎中、御史中丞，拜京畿觀察使。因論事忤德宗謫韶州長史，其實是受宰相盧杞忌恨。建中二年（781年）任湖州刺史，興元元年（784年）八月任給事中，貞元元年（785年）德宗打算重新起用盧杞，命袁高草擬起用盧杞的制文，袁高力拒不從，數次論奏，不惜觸怒德宗，終於說服德宗致使盧杞再度入朝的希望破滅。
钱大昕曾在湖州府长兴县小石山发现其题名，名为“大唐州刺史臣袁高奉詔修茶貢訖”。而湖州府乌程县杼山妙喜寺有颜真卿于代宗大历七年（772年）所立之碑，当时袁高正好巡视至此，曾与颜真卿在该寺会面。